# Andrew Vowles
Andrew Lee Isaac Vowles, ps. Mushroom (ur. 10 listopada 1967 w Bristolu, Wielka Brytania) – brytyjski muzyk jeden z założycieli zespołu triphopowego Massive Attack.
Przed założeniem Massive Attack, Vowles, Robert Del Naja, Grant Marshall i Nellee Hooper byli członkami Wild Bunch. Wild Bunch przeistoczył się później w Massive Attack. Vowles pozostał członkiem grupy do 1998 r., odszedł niedługo po wydaniu trzeciego albumu studyjnego Mezzanine. Jako powód odejścia podawano różnicę opinii na temat kierunku rozwoju zespołu między Vowlesem a kolegami. Mushroom skłaniał się bardziej w stronę hip-hopu, natomiast Robert Del Naja i Daddy G optowali za bardziej elektronicznym brzmieniem.
Oprócz współpracy z Massive Attack, Vowles jest też DJ-em producentem.